# Hibernian Football Club
O Hibernian Football Club é um time profissional da Escócia localizado em Leith, no norte de Edimburgo. Ele é um dos dois clubes da cidade que estão na Primeira Divisão Escocesa. O outro clube é o seu grande rival Heart of Midlothian com quem o Hibernian joga o Derby de Edimburgo. O clube foi fundado em 1875 por católicos irlandeses mas essa identidade não foi levada a frente pois hoje em dia nem todos os seus torcedores são dessa religião. A sua ascendência irlandesa ainda é refletida no seu nome, cores e escudo.

## Títulos
- Campeonato Escocês de Futebol (4): 1902–03, 1947–48, 1950–51, 1951–52
- Copa da Escócia (3): 1886–87, 1901–02, 2015–16
- Copa da Liga Escocesa (3): 1972–73, 1991–92, 2006–07
- Campeonato Escocês - Segunda Divisão (5): 1893–94, 1894–95, 1932–33, 1980–81, 1998–99
- Copa Drybrough (2): 1972 e 1973